# Ілгишевське сільське поселення
Ілгише́вське сільське поселення (рос. Илгышевское сельское поселение) — муніципальне утворення у складі Аліковського району Чувашії, Росія. Адміністративний центр — присілок Ілгишево.

## Історія
Станом на 2002 рік присілок Ярушкіно перебував у складі Аліковської сільської ради.

## Населення
Населення — 608 осіб (2019, 814 у 2010, 999 у 2002).

## Склад
До складу поселення входять такі населені пункти:
| Населений пункт       | Населення, осіб (2002) | Населення, осіб (2010) |
| --------------------- | ---------------------- | ---------------------- |
| Ізванкіно, присілок   | 273                    | 223                    |
| Ілгишево, присілок    | 284                    | 227                    |
| Ойкаси, присілок      | 104                    | 101                    |
| Тімірзькаси, присілок | 168                    | 144                    |
| Яжуткіно, присілок    | 97                     | 69                     |
| Ярушкіно, присілок    | 73                     | 50                     |